# Nicoletta Machiavelli
Nicoletta Machiavelli est une actrice italienne, née le 1er août 1944 à Stuffione sur la commune de Ravarino (Italie) et morte le 15 novembre 2015 à Seattle (États-Unis).

## Biographie
Nicoletta Machiavelli est issue de la même lignée familiale que le politicien florentin Niccolò Machiavelli. Elle naît à Stuffione, un hameau de la commune de Ravarino en 1944. Elle fréquente l'académie du dessin de Florence puis part à Rome où elle devient actrice.
Après avoir joué des rôles mineurs, elle devient connue en 1966 grâce à la comédie de Luigi Zampa, Une question d'honneur dans laquelle elle joue le rôle de Domenicangela, femme du personnage joué par Ugo Tognazzi. Luigi Zampa engage Nicoletta Machiavelli une deuxième fois pour la comédie Nos maris en 1966 puis suivent des western spaghetti comme Navajo Joe avec Burt Reynolds, Du sang dans la montagne et La corde au cou.
Dans les années 1970, Nicoletta Machiavelli tourne en France dans des rôles secondaires comme la femme d’Alain Delon dans le film Big Guns : Les Grands Fusils, puis dans Les Seins de glace, l'adaptation au cinéma du roman éponyme de l'écrivain américain Richard Matheson. Elle est la femme de Michel Robin dans le drame L'important c'est d'aimer. En 1973, elle joue le rôle d'une activiste braqueuse de banque dans la comédie policière Rapt à l'italienne de Dino Risi. La même année, elle incarne le premier rôle féminin dans le feuilleton Les Aventures extraordinaires du baron von Trenck diffusé en septembre-octobre sur la première chaîne de l'ORTF.
Dans le thriller Le Malin Plaisir réalisé par Bernard Toublanc-Michel, sorti en 1975, à côté de Claude Jade et Anny Duperey, elle incarne une des cinq femmes qui sont soupçonnées d'avoir assassiné un écrivain. Avec La Fuite en avant, Nicoletta Machiavelli apparaît en 1983 dans son dernier film, un long-métrage initialement tourné en 1977.
Elle arrête sa carrière à l'âge de 33 ans, voyage à travers le monde et devient disciple du guru indien Osho. Dans les années 1980, elle s'installe à Seattle aux États-Unis. Elle enseigne l'italien à l'université de Washington et au Bellevue College (en) à Seattle. Elle travaille également comme guide touristique et interprète.

## Mort
Elle apprend en mars 2015 qu'elle est atteinte d'un cancer foudroyant. Elle décède à Seattle quelques mois plus tard, le 15 novembre, à l'âge de 71 ans.

## Filmographie

### Au cinéma
- 1965 : Thrilling, épisode L’autostrada del sole de Carlo Lizzani : Léa
- 1966 : Une question d'honneur (Una questione d'onore) de Luigi Zampa - Domenicangela Piras
- 1966 : Du sang dans la montagne (Un fiume di dollari) de Carlo Lizzani - Mary Ann
- 1966 : Nos maris (I nostri mariti), épisode Le mari de Roberta, de Luigi Filippo D'Amico -  Roberta
- 1966 : Ramdam à Rio (Se tutte le donne del mondo - Operazione paradiso) d'Henry Levin et d'Arduino Maiuri (it) : Sylvia
- 1966 : Navajo Joe de Sergio Corbucci - Estella
- 1967 : Mission T.S. (Matchless) de Alberto Lattuada - Tipsy
- 1967 : Pas folles, les mignonnes (Le dolci signore) de Luigi Zampa
- 1967 : Une minute pour prier, une seconde pour mourir (Un minuto per pregare, un istante per morire) de Franco Giraldi : Laurinda
- 1968 : Le Salaire de la haine (Odia il prossimo tuo) de Ferdinando Baldi : Peggy Savalas
- 1968 : Temptation de Lamberto Benvenuti (de) : Carla Veraldi
- 1968 : Jarretière Colt (Giarrettiera Colt) de Gian Andrea Rocco - Lulù
- 1968 : Candy de Christian Marquand - Marquita
- 1969 : La Corde au cou (Una lunga fila di croci) de Sergio Garrone - Maya
- 1969 : Scarabea, de combien de terre l'homme a-t-il besoin? (en) (Scarabea - wieviel Erde braucht der Mensch?) d'Hans-Jürgen Syberberg : Scarabea
- 1969 : Gonflés à bloc de Ken Annakin - Dominique
- 1969 : Perversion (Femmine insaziabili) d'Alberto De Martino : Luisa Lamberti
- 1969 : La Capture (La cattura) de Paolo Cavara : Anja Kovach
- 1970 : Le castagne sono buone de Pietro Germi : Teresa Lotito
- 1970 : Necropolis de Franco Brocani - la Joconde
- 1971 : Policeman de Sergio Rossi (de)
- 1971 : La Ligne de feu (L'amante dell'orsa maggiore) de Valentino Orsini : Leonia
- 1972 : L'Homme au cerveau greffé de Jacques Doniol-Valcroze : Héléna
- 1973 : Histoires scélérates (Storie scellerate) de Sergio Citti - Caterina di Ronciglione
- 1973 : Rapt à l'italienne (Mordi e fuggi) de Dino Risi - Sylva
- 1973 : Big Guns : Les Grands Fusils (Tony Arzenta), de Duccio Tessari - Anna - femme de Tony
- 1973 : La coppia (it) d'Enzo Siciliano : Roberta
- 1974 : Les Seins de glace de Georges Lautner - Jacqueline Rilson
- 1975 : L'important c'est d'aimer d'Andrzej Żuławski - Luce Lapade
- 1975 : Le Malin Plaisir de Bernard Toublanc-Michel - Melisa
- 1976 : L'Année sainte de Jean Girault - Carla
- 1976 : La Mort en sursis (Il trucido e lo sbirro), de Umberto Lenzi - Mara
- 1977 : Au-delà du bien et du mal (Al di là del bene e del male) de Liliana Cavani - Amanda
- 1983 : La Fuite en avant de Christian Zerbib - Fiama

#### Séries télévisées
- 1969 : Opération vol (It Takes a Thief) : troisième saison, épisode Who'll Bid 2 Million Dollars? de Jeannot Szwarc
- 1973 : Lungo il fiume e sull'acqua (it) d'Alberto Negrin
- 1973 : Les Aventures extraordinaires du baron von Trenck (Die Merkwürdige Lebensgeschichte des Friedrich Freiherrn von der Trenck) de Fritz Umgelter

#### Téléfilm
- 1982 : L’autunno del generale de Mario Procopio